# Ayiana (prénom)
Pour les articles homonymes, voir Ayiana.
Ayiana est un prénom féminin d'origine amérindienne.

## Sens et origine du prénom
Ayiana est un prénom féminin considéré comme d’origine nord-amérindienne qui signifierait « fleur éternelle » en cherokee. Il semble que ce prénom n’ait pas de signification particulière en cherokee, ni même dans aucune langue amérindienne.
Il s’agirait probablement d’une variante d’Ayanna (en), prénom afro-américain ou jamaïcain utilisé depuis plus de 50 ans, provenant d’un mot amharique signifiant « fleur »[réf. souhaitée], ou d’une variante d’Ayana, prénom hindi[réf. souhaitée].

## Statistiques
Ce prénom est aujourd’hui de plus en plus donné aux États-Unis et en France.